# Sergio Amaury Ponce
Sergio Amaury Ponce Villegas (ur. 13 sierpnia 1981 w Tepic) – meksykański piłkarz występujący na pozycji prawego obrońcy, obecnie zawodnik Atlasu.

## Kariera klubowa
Ponce jest wychowankiem zespołu Deportivo Toluca, do którego seniorskiej drużyny został włączony jako dziewiętnastolatek przez argentyńskiego szkoleniowca Ricardo La Volpe, po uprzednich występach w drugoligowej filii klubu – Atlético Mexiquense. W meksykańskiej Primera División zadebiutował 11 sierpnia 2001 w zremisowanym 1:1 spotkaniu z Monterrey, natomiast pierwszego gola w najwyższej klasie rozgrywkowej strzelił 25 listopada tego samego roku w konfrontacji z Pumas UNAM, także zakończonej wynikiem 1:1. W jesiennym sezonie Apertura 2002 zdobył z Tolucą swój pierwszy tytuł mistrza Meksyku, regularnie pojawiając się na ligowych boiskach, jednak niemal wyłącznie w roli rezerwowego. W 2003 roku triumfował ze swoją drużyną w krajowym superpucharze – Campeón de Campeones oraz w najbardziej prestiżowych rozgrywkach północnoamerykańskiego kontynentu – Pucharze Mistrzów CONCACAF. W rozgrywkach Apertura 2005 po raz drugi został mistrzem kraju, lecz ponownie tylko w roli rezerwowego.
Podstawowym graczem Toluki uczynił Ponce dopiero trener Américo Gallego, w marcu 2006. W tym samym roku, w roli kluczowego gracza pierwszej drużyny, dotarł ze swoją ekipą do finału Pucharu Mistrzów, kolejny raz wygrał superpuchar, a także zanotował wicemistrzostwo Meksyku w sezonie Apertura 2006. Podczas rozgrywek Apertura 2008 wywalczył z Tolucą trzecie mistrzostwo Meksyku w swojej karierze, a ponadto został wybrany w plebiscycie Meksykańskiego Związku Piłki Nożnej na najlepszego bocznego obrońcę sezonu. Wiosną 2009 przeszedł do jednego z najpopularniejszych klubów w kraju, Chivas de Guadalajara; w zamian zespół Toluki zasilili Sergio Santana i José Antonio Olvera. Mimo regularnej gry i udanych początkowo występów nie spełnił pokładanych w nim nadziei i w styczniu 2010 na zasadzie półrocznego wypożyczenia odszedł do zespołu Tigres UANL z miasta Monterrey, którego barwy reprezentował bez większych sukcesów.
Latem 2010 Ponce udał się na kolejne wypożyczenie, tym razem do San Luis FC z miasta San Luis Potosí, gdzie spędził kolejny rok w roli podstawowego piłkarza, jednak nie zdołał zanotować poważniejszych osiągnięć. W późniejszym czasie, także na zasadzie rocznego wypożyczenia, zasilił Querétaro FC, w którego barwach odniósł największy sukces w historii klubu; dotarł z tą drużyną do półfinału ligowej fazy play-off, mając wówczas niepodważalne miejsce w wyjściowej jedenastce. W lipcu 2012 podpisał kontrakt z innym zespołem z miasta Guadalajara – Club Atlas. W jesiennym sezonie Apertura 2013 dotarł z nim do finału krajowego pucharu – Copa MX.
| Sezon     | Klub                  | Kraj   | Rozgrywki | Mecze | Bramki |
| --------- | --------------------- | ------ | --------- | ----- | ------ |
| 2001/2002 | Deportivo Toluca      | Meksyk | Liga MX   | 20    | 3      |
| 2002/2003 | Deportivo Toluca      | Meksyk | Liga MX   | 22    | 0      |
| 2003/2004 | Deportivo Toluca      | Meksyk | Liga MX   | 18    | 0      |
| 2004/2005 | Deportivo Toluca      | Meksyk | Liga MX   | 10    | 2      |
| 2005/2006 | Deportivo Toluca      | Meksyk | Liga MX   | 20    | 1      |
| 2006/2007 | Deportivo Toluca      | Meksyk | Liga MX   | 33    | 4      |
| 2007/2008 | Deportivo Toluca      | Meksyk | Liga MX   | 38    | 6      |
| 2008/2009 | Deportivo Toluca      | Meksyk | Liga MX   | 22    | 2      |
| 2008/2009 | Chivas de Guadalajara | Meksyk | Liga MX   | 16    | 3      |
| 2009/2010 | Chivas de Guadalajara | Meksyk | Liga MX   | 13    | 1      |
| 2009/2010 | Tigres UANL           | Meksyk | Liga MX   | 13    | 0      |
| 2010/2011 | San Luis FC           | Meksyk | Liga MX   | 33    | 2      |
| 2011/2012 | Querétaro FC          | Meksyk | Liga MX   | 33    | 3      |
| 2012/2013 | Club Atlas            | Meksyk | Liga MX   | 18    | 0      |
| 2013/2014 | Club Atlas            | Meksyk | Liga MX   | 26    | 0      |
| 2014/2015 | Club Atlas            | Meksyk | Liga MX   |       |        |

## Kariera reprezentacyjna
W 2004 roku Ponce został powołany przez Ricardo La Volpe, swojego byłego trenera z Deportivo Toluca, do reprezentacji Meksyku U-23 na eliminacje do Igrzysk Olimpijskich w Atenach. Tam pełnił rolę podstawowego zawodnika swojej drużyny i rozegrał wszystkie pięć spotkań od pierwszej minuty, nie strzelając gola, zaś jego kadra wygrała ostatecznie turniej kwalifikacyjny i zdołała się zakwalifikować na olimpiadę. Sześć miesięcy później znalazł się w składzie na Igrzyska Olimpijskie w Atenach, gdzie z kolei nie potrafił wywalczyć sobie miejsca w wyjściowej jedenastce i rozegrał dwa spotkania w roli rezerwowego. Meksykanie odpadli natomiast z męskiego turnieju piłkarskiego już w fazie grupowej, notując zwycięstwo, remis i porażkę.
W seniorskiej reprezentacji Meksyku Ponce zadebiutował za kadencji tymczasowego selekcjonera Jesúsa Ramíreza, 16 kwietnia 2008 w wygranym 1:0 meczu towarzyskim z Chinami.